# Erich Philipp von Schwaan
Erich Philipp von Schwaan (auch: von Schwan; von Swaan; * um 1660 in Landesbergen, Landkreis Nienburg/Weser ; † 7. Februar 1738 in Calenberger Neustadt, Stadt Hannover) war ein Königlich Großbritannischer und Kurfürstlich Hannoverscher General.

## Leben
Erich Philipp von Schwaan war ein Mitglied des Adelsgeschlechts von Schwan aus dem Ort Schwaan, Mecklenburg. Er war eines von 15 Kindern, (davon 6 gar jung gestorben) des Fürstlich Münsterschen Regierungsrates und Oberinspektors der Herrschaft Rotenburg, Herrn unter anderem auf Landesbergen und Düsterbeck, Christian Siegfried von Schwaan, sowie dessen Ehefrau, die Cousine Elisabeth von Schwanen.
Erich Philipp war anno 1683 gefreyter Corporal unter den Lünenburgischen Völckern. 1689 war er Fähnrich in der Hannoverschen Armee, wohnhaft bei Hauptmann Belling, dem späteren Brigadegeneral, in der Marktstrasse in Hannovers Altstadt. In den Jahren 1709 und 1711 war er Oberstleutnant im Hannoverschen Garde-Regiment, stellvertretender Befehlshaber unter Oberst von Campe.
Im Jahr 1711 nahm der Offizier Erich Philipp von Schwaan in der Funktion eines Kur-Hannoverschen Obristleutnants die im Bistum Hildesheim gelegene Festung Peine ein.
Nach dem Beginn der Personalunion zwischen Großbritannien und Hannover wirkte von Schwaan Oberst „[...] über ein Regiment zu Fuß“, wurde dann auch „[...] bey der Militär-Promotion zu Hannover“ am 23. Juni 1735 vom Obristen zum Generalmajor befördert.
Zudem wirkte von Schwaan als Stadtkommandant in Münden, wo er 1738 in dieser Stellung auch verstarb.
Erich Philipp von Schwaan war verheiratet mit Juliana Sophia von Bremer; die Ehe blieb kinderlos.
Ein aus Holz gefertigtes Epitaph des Generals von Swaan war in der Garnisonkirche in Hannover an der nördlichen Seitenwand des Sakralgebäudes angebracht.